# Fialoforoza goździka
Fialoforoza goździka (ang. phialophora wilt of carnation, wilt of carnation) – grzybowa choroba goździków wywołana przez Phialophora cinerescens. Powoduje plamistość liści.

## Objawy chorobowe
Na dolnych liściach roślin powstają nieregularne plamy, które z czasem łączą się ze sobą. Silniej porażone liście przebarwiają się, więdną i obumierają, a objawy chorobowe przesuwają się coraz bardziej ku górze rośliny. Atakujący rośliny grzyb powoduje, że wiosną i latem u odmian kwitnących na żółto plamy mają zabarwienie rdzawo-żółty, a u kwitnących na czerwono są czerwonawe. System korzeniowy roślin pozostaje nienaruszony. Po oderwaniu kory lub pobraniu podłużnych lub poprzecznych odcinków łodygi widoczne są zbrązowiałe wiązki przewodzące. To przebarwienie jest zwykle zlokalizowane w wielu małych grupach drewna i łyka w postaci podłużnych brązowych pasków po usunięciu kory. Nie ma rozległego gnicia rdzenia ani kory.
Źródłem choroby są głównie zakażone sadzonki oraz zakażone podłoże. Choroba ma duże znaczenie gospodarcze na wielu obszarach uprawy goździków, a P. cinerescens uważany jest za jednego z dwóch najważniejszych patogenów goździków (drugi to Fusarium oxysporum). Ponieważ sadzonki mogą być siedliskiem utajonych infekcji, grzyb ten jest łatwo wprowadzany na nowe obszary, a po zasiedleniu niezwykle trudno jest go wyplenić, gdyż potrafi bardzo długo przeżyć w glebie. Biorąc pod uwagę względnie stałe i sprzyjające warunki panujące w szklarni, fuzarioza goździka rozprzestrzenia się w nich szybko i powoduje duże straty. 

## Ochrona
Zdrowe sadzonki goździków sadzi się do nieskażonego podłoża. Jeśli jest podejrzenie co do jego skażenia, należy go odkazić. Gdy na rosnących już sadzonkach pojawią się objawy choroby, należy nie czekając na dalszy jej rozwój, jak najszybciej opryskiwać rośliny fungicydami (np. Topsinem M 500 SC w stężeniu 0,2%). Porażone rośliny należy zniszczyć.
Ogólnoustrojowe fungicydy, takie jak: benomyl, karbendazym, tiofanat metylowy i tiabendazol, całkowicie zawodzą w zwalczaniu fialoforozy goździka. W praktyce choroba jest zwalczana głównie przez użycie wolnego od choroby materiału nasadzeniowego, który można uzyskać z sadzonek sporządzonych z wierzchołków łodyg zakażonych roślin. Dobre wyniki daje sterylizacja gleby przez ogrzewanie (powyżej 66° C) lub fumigację (bromkiem metylu przy 100 g/m3) oraz zanurzanie korzeni sadzonek w preparatach grzybobójczych.